# 耿文清 (1955年)
耿文清（1955年10月1日—），男，山东青州人，中华人民共和国政治人物。山东师范大学政治系毕业，福建师范大学经济学专业研究生学历。

## 生平
1984年加入中国共产党。历任山东省经济研究中心科员、主任科员、副处长、处长，省体改委正处级干部，省农业厅副厅长；中共泰安市委副书记、代市长、市长、市委书记、市人大常委会主任等职。2008年2月任中共山东省委组织部常务副部长。
2010年12月改任山东省委统战部副部长后从公众视野中消失，据传因涉嫌齐鲁银行案。但有关部门至今尚未正式发布任何与耿文清“双规”有关的消息。目前其名字已不见于山东省委统战部网站中。